# ۳کام
۳کام، (به انگلیسی: 3Com) شرکت تجهیزات رایانه‌ای آمریکایی بود، که در زمینه تولید تجهیزات شبکه و شبکه‌های محلی، کارت‌های شبکه و سوئیچ شبکه، روترها، اکسس پوینت‌های بی‌سیم و روترهای شبکه گسترده، تجهیزات وویپ، سیستم‌های جلوگیری از نفوذ فعالیت می‌کرد.
شرکت ۳کام در سال ۱۹۷۹ توسط رابرت متکالف راه‌اندازی شد. این شرکت در ماه آوریل ۲۰۱۰ به ارزش ۲٫۷ میلیارد دلار، توسط شرکت اچ‌پی خریداری و تصاحب گردید. دفتر مرکزی این شرکت در شهر مارلبرو، ماساچوست، ایالات متحده آمریکا قرار دارد و هم‌اکنون متعلق به اچ‌پی است.